# Raymond Luauté
Raymond Luauté (Paris 11e, 13 février 1905 - Oranienbourg, février 1945), mort pour la France, était avant la guerre un militant d’avenir du Parti communiste français. 

## Biographie
Né à Paris dans une famille d’ouvriers catholiques (son père était tourneur en optique), il commença  après son certificat d’études un apprentissage de joaillier-boîtier et ses descendants conservent de lui des petits objets qu’il avait fabriqués et offerts à ses proches (poudrier, coupe-papiers, montures de sceaux à cacheter). 
Il travailla aussi comme typographe chez son oncle Nicolas Luauté qui avait une petite imprimerie rue de Seine et comme expert-comptable, dans le cabinet de son beau-frère rue de Clignancourt. Mais il était surtout intéressé par l’action sociale (animateur de clubs sportifs) et syndicale (dès l’âge de 19 ans il devint trésorier du syndicat du bijou). Il adhéra au Secours ouvrier international où il se vit bientôt confier d’importantes responsabilités.

## Carrière politique
En 1931, il entre au PCF (après en avoir fait la demande en 1930) et en 1934 il est déjà le secrétaire de la section communiste du 20e arrondissement de Paris. En 1937 il devient collaborateur direct du Comité Central où il travaille avec Jacques Duclos. Son ascension a sûrement été favorisée par ses années de formation au militantisme. Après avoir suivi les cours de l’école du Parti de la région Paris-ville, il est désigné pour suivre les cours de l’École léniniste internationale à Moscou où il arriva en novembre 1935 (son pseudo à l’ELI était Louis Ménard). 

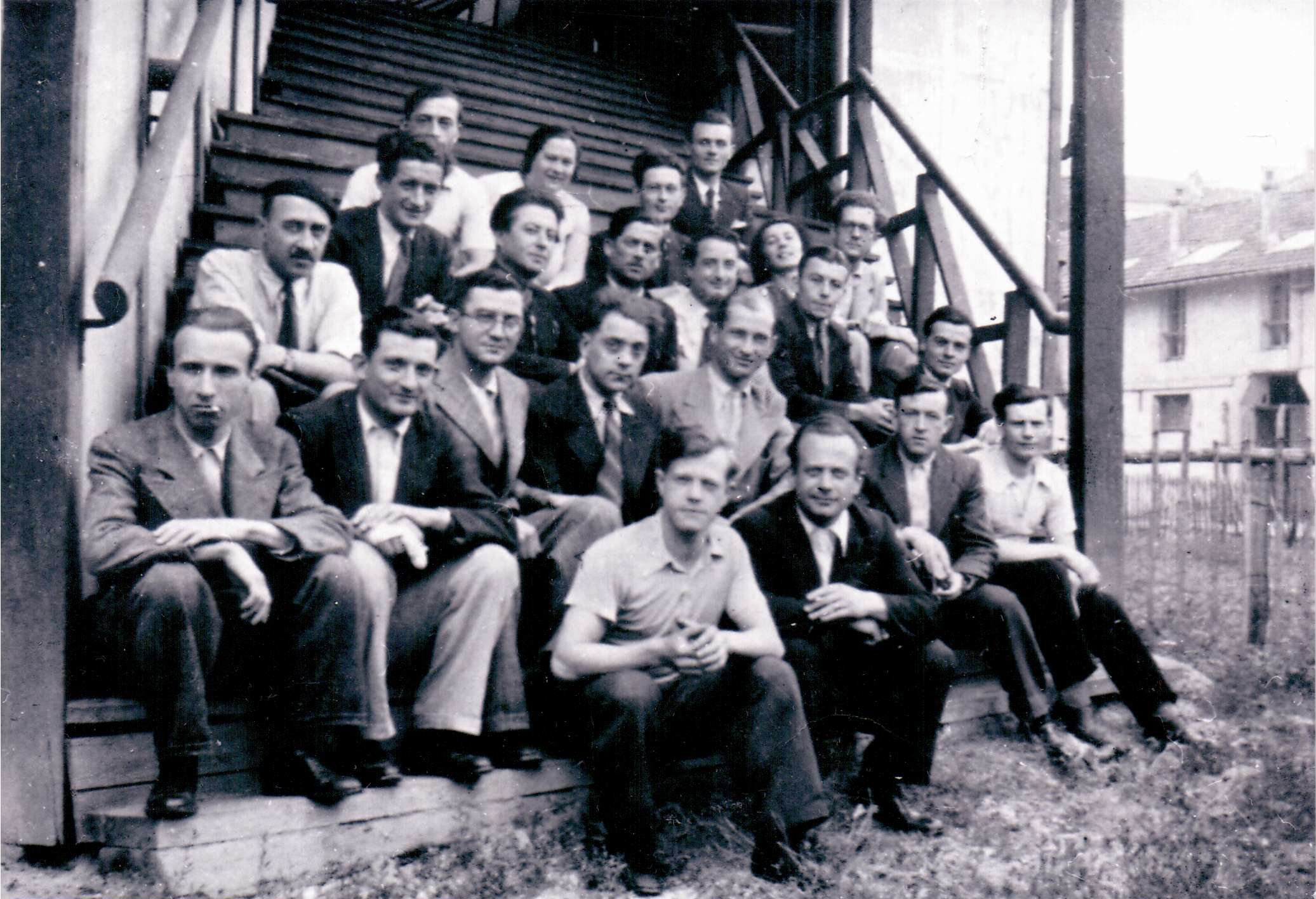
Photo à l’école du Parti, il est à droite au 3e rang près de la rambarde, lunettes, chevelure frisée (au premier rang Étienne Fajon, Auguste Lecœur, également identifiés : René Landais, Raymond Losserand, Maurice Sauvard, René Dubreuil, Mercier, Pierre Rebière, Prunier)

Considéré comme l’un des camarades les plus doués de sa promotion, la direction de l'École demande pour lui une prolongation de séjour et il ne regagne la France qu’en début 1937. Il est probable que cette prolongation de séjour a un lien avec son recrutement comme agent du Komintern (son nom figure dans le dictionnaire des kominterniens) mais aucune information n’est parvenue sur les activités, nécessairement secrètes, qui lui furent confiées. 
En avril 1937 son nom apparaît dans un numéro des Cahiers du bolchevisme (à côté de ceux de Thorez, Duclos, Bonte, Fajon, Henri Wallon). Il y traite de « La presse régionale communiste au service du peuple ». C’est probablement à ce titre de spécialiste de la presse régionale qu’il fit paraître dans la même revue en août 1939 un court article où il condamnait vertement le responsable du journal Le Travailleur de Somme et Oise qui avait laissé passer un article qualifié de trotskyste.
Incorporé dès le début de la guerre, Raymond Luauté se trouva-t-il dans l’obligation de défendre la politique de l’URSS et le désastreux pacte germano-soviétique ? Au moment de la défaite il s’enfuit pour ne pas être fait prisonnier, regagne son domicile au 86 rue de Bagnolet et reprend peu après ses activités de militant dans le 20e arrondissement de Paris. 
La politique suivie par le parti lors de l’été 1940 est d’obtenir la réapparition de sa presse, interdite comme le parti lui-même le 26 septembre 1939, et la réintégration des municipalités et élus communistes dans leurs fonctions. La légèreté de cette politique conduit les militants à sortir de la clandestinité par exemple pour des prises de parole, ce que fit Raymond Luauté sur la tombe de Barbusse (dont il possédait les œuvres complètes) au Père-Lachaise en septembre 1940 ou à distribuer des tracts, bref à se signaler aux autorités de police pour qui la lutte anticommuniste reste une priorité absolue. De plus les militants doivent aussi, pour traquer les prétendus suspects  infiltrés (« policiers », trotskystes), fournir et donc détenir des biographies précises ce qui permit à la police de Vichy de réaliser facilement la rafle des militants communistes en 1941.

## Arrestation et déportation

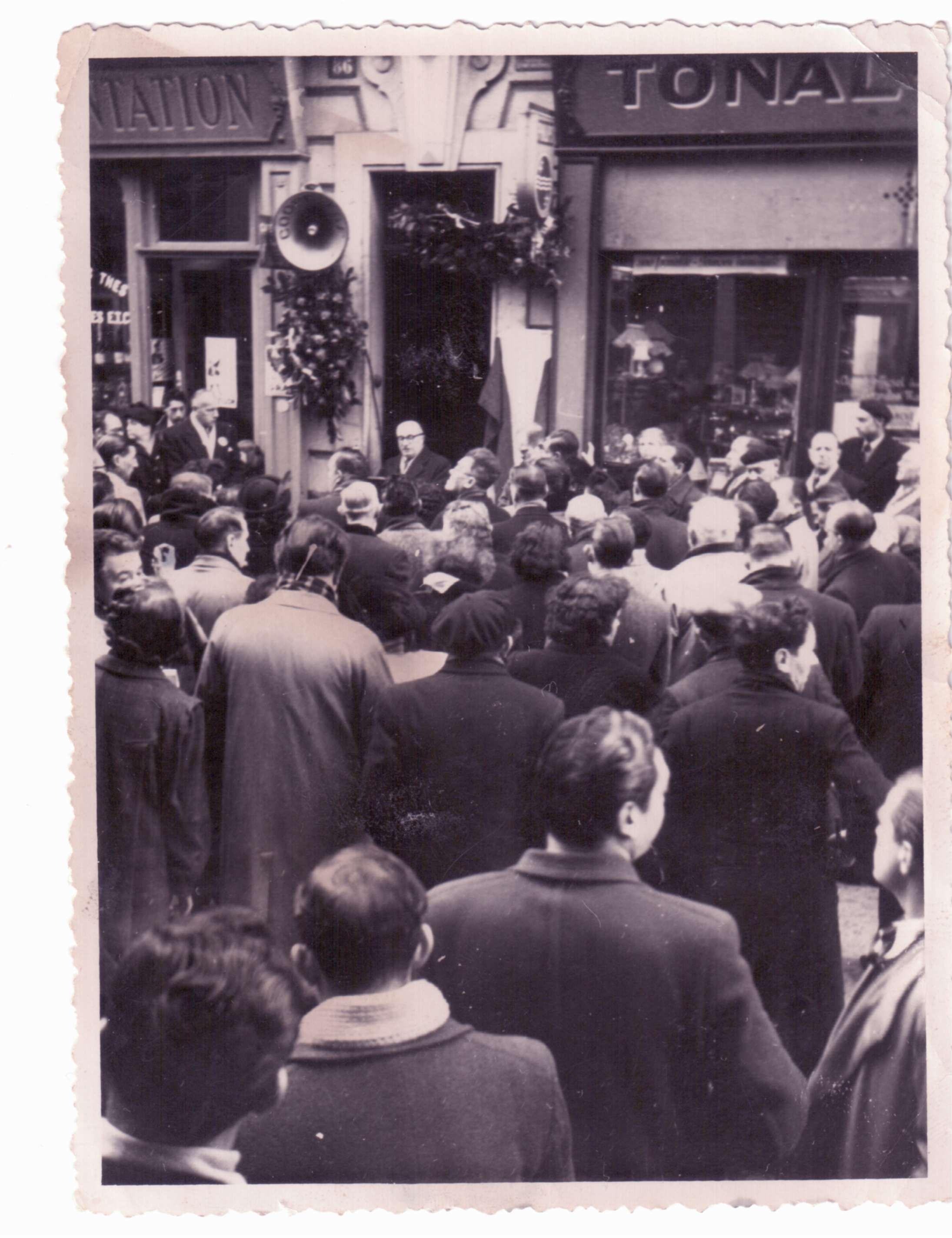
Jacques Duclos inaugurant la plaque rue de Bagnolet

Raymond Luauté est arrêté avec son épouse à leur domicile en janvier 1941 pour infraction au décret du 26/9/1939 et leur arrestation entraîne celle d’un groupe de huit autres militants, qui étaient par ailleurs surveillés et poursuivis pour distribution de tracts. Les deux femmes du groupe : les épouses Faure et Luauté ne sont condamnées qu’à 4 mois avec sursis. Pour les hommes, les condamnations sont relativement légères : de 1 an à 2 ans d’emprisonnement (le maximum pour lui en tant que responsable). Elles leur seront néanmoins fatales car ils sont pour la plupart remis en 1942 aux autorités d’occupation et internés au camp de Compiègne, administré par la Wehrmacht. 
Trois d’entre eux (Roger Houdart, Paul Clément, Pierre Bertolino) seront par la suite envoyés à Auschwitz où ils périrent. Robert Vonet, qui s’était auparavant évadé, participe à la Résistance, mais sera repris et fusillé en 1944. On ne dispose pas d’information sur le sort de Gabriel Buyse et René Gaymard.
Après sa condamnation Raymond Luauté est envoyé à la Santé, passant par la centrale de Poissy, Fresnes, le camp d’internement des Tourelles (il y fut extrait pour  un interrogatoire rue des Saussaies) et arrive finalement au camp de Royallieu à Compiègne d’où il est déporté en mai 1943 au camp de concentration de Sachsenhausen près d’Oranienbourg. 
Il y est dirigé vers le commando de Küstrin (actuellement en Pologne) à 80 km de «Sachso» où, avec un autre déporté (NF) qu'il a connu, travaillait à de durs travaux de terrassement puis dans une usine de pâte à papier. Lors de l’avancée de l’Armée rouge, le commando est évacué vers le « grand camp » et les déportés durent faire le trajet à pieds, dans la neige. Il serait mort à son arrivée (la date officielle de son décès est février 1945). 
Une autre possibilité, évoquée par le déporté mentionné, serait qu’il ait fait partie des 4 000 à 5 000 déportés, dont certains atteints de typhus, rassemblés dans les cales des quatre paquebots amarrés en rade de Lübeck que les Allemands voulaient faire couler dans la Baltique. Trois de ces bateaux furent torpillés par méprise par les Anglais. Dans cette hypothèse, Raymond Luauté serait décédé en mai 1945.
Dans les années 1950, Jacques Duclos inaugura au 86 rue de Bagnolet, là où habitait Raymond Luauté, la plaque commémorative qui porte son nom.

## Famille

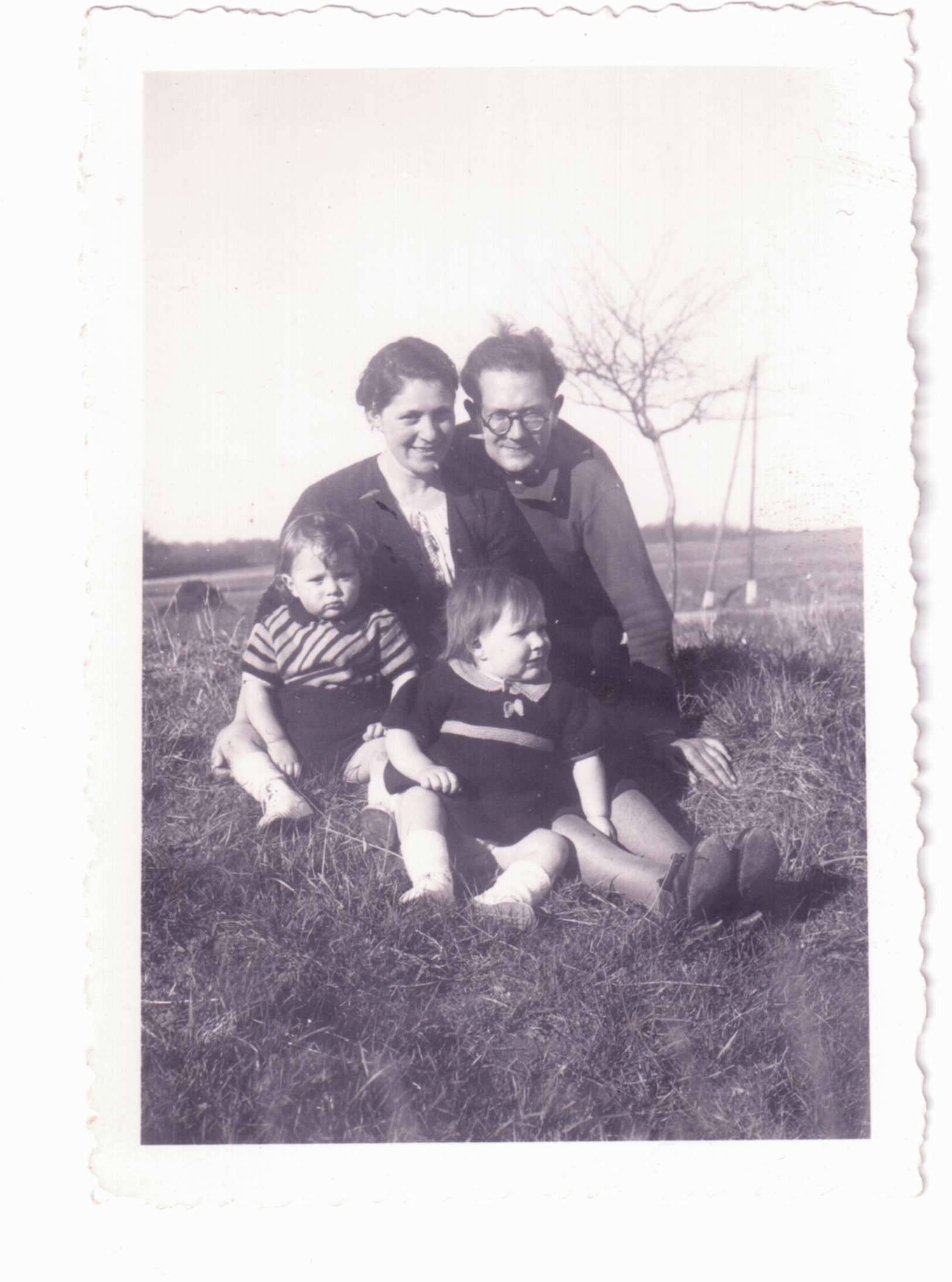
Photo de Raymond Luauté avec son épouse Téma et leurs deux enfants

Raymond Luauté s’est marié en 1933 avec Téma Melcer (1904-1994) une bachelière russophone, d’origine juive, dont les parents habitaient Kichinev, en Bessarabie (massacrés, avec leur dernière fille qui n’avait pas voulu les quitter, lors de l’invasion par les nazis en 1941). Téma était elle aussi une communiste fervente, « membre vétéran du PCF ». Ils auront deux enfants jumeaux Annie Madeleine et Jean-Pierre nés en octobre 1938. 
Eva, une sœur de Téma, qui vivait à Paris, communiste également, eut une conduite héroïque pendant la guerre, il lui fut décernée la croix du combattant volontaire de la Résistance[réf. nécessaire].
Pour Raymond Luauté, Téma son épouse, Eva et des milliers de militants, le communisme était, comme l’écrit Stéphane Courtois « un mouvement messianique appelé à assurer le salut de l’humanité ». Ils étaient prêts à lui sacrifier leur vie.